# Adalolf (Boulogne)
Adalolf (angelsächsisch: Æthelwulf; † 13. November 933) war der erste Graf von Boulogne und Laienabt der Abtei Saint-Bertin. Er war ein jüngerer Sohn des Grafen Balduin II. des Kahlen von Flandern und der angelsächsischen Prinzessin Ælfthryd/Elftrude, einer Tochter König Alfreds des Großen von Wessex.
Beim Tod des Grafen Balduin II. von Flandern 918 trat eine Erbteilung in Kraft, in der das Land um Boulogne und Thérouanne von der Grafschaft Flandern separiert und an Adalolf als eigene Grafschaft zugewiesen wurde, während die größere Restgrafschaft Flandern der ältere Sohn Arnulf übernahm. Von dem fränkischen Herzog Hugo Magnus wurde Adalolf im Jahr 926 an die Spitze einer Gesandtschaft gestellt, die nach Britannien reisen sollte, um dort bei dem Angelsachsenkönig Æthelstan um die Hand einer Prinzessin für den Herzog zu werben. Zu diesem Anlass führte die Gesandtschaft eine Vielzahl an Geschenken wie Parfüm, Juwelen, eine Vase aus Onyx und ein Diadem mit. Wie Wilhelm von Malmesbury weiter berichtet, wurden dem König auch mehrere Reliquien zum Geschenk gemacht, wie das Schwert des Konstantin, welchem ein heiliger Nagel im Knauf eingefasst wurde, das Banner des heiligen Mauritius, den Speer der in die Seite Christi gestoßen worden war, sowie Teile des wahren Kreuzes und der Dornenkrone.
Adalolf wurde 933 von einem Schweinehirt in einem Wald getötet, bestattet wurde er in der Abtei von St. Peter in Gent. Sein ehelicher Sohn Arnulf II. konnte ihm wohl nicht sofort als Graf in Boulogne nachfolgen, sondern wurde von Arnulf I. von Flandern verdrängt. Erst 962 konnte der Sohn die Grafschaft übernehmen. Ein zweiter, unehelicher Sohn von Adalolf war Balduin Baldzo, der für den unmündigen Arnulf II. von Flandern als Regent amtierte.